# Nihan Büyükağaç
Nihan Büyükağaç (Isztambul, 1981. szeptember 28. –) török színésznő.

## Életrajz
Nihan Büyükağaç Isztambulban született.
Az Ankarai Egyetem Nyelv és Történelem-Földrajz szakán drámai tagozaton végzett.
2011 és 2013 között Gülşah szerepét alakította a Szulejmán c. televíziós sorozatban.

## Filmográfia
| Alkotás                             | Év        | Szerep         | Rendezte (megjegyzés)                                               | Magyar hang       |
| ----------------------------------- | --------- | -------------- | ------------------------------------------------------------------- | ----------------- |
| Her Şeye Rağmen                     | 2023      | Sevim          |                                                                     |                   |
| Kardeşlerim Testvérek               | 2022–2024 | Şevval Yılmaz  |                                                                     | Orosz Anna        |
| Adı Sevgi                           | 2022      | Macide Baykara |                                                                     |                   |
| Ada Masalı                          | 2021      | Selma          |                                                                     |                   |
| Menajerimi Ara                      | 2021      | Didem          |                                                                     |                   |
| Seni Çok Bekledim                   | 2021      | Sibel          |                                                                     |                   |
| Eşkıya Dünyaya Hükümdar Olmaz       | 2019–2020 | Bahar Tezyürek |                                                                     |                   |
| Canevim                             | 2019      | Feryal Tanbay  |                                                                     |                   |
| İkizler Memo-Can                    | 2018      | Meral          |                                                                     |                   |
| Bir Umut Yeter                      | 2018      | Nihan          |                                                                     |                   |
| Cesur ve Güzel Bosszú vagy szerelem | 2016–2017 | Adalet Soyözlü |                                                                     | Farkasinszky Edit |
| Oflu Hoca'nın Şifresi 2             | 2016      | Asiye          |                                                                     |                   |
| Gecenin Kraliçesi                   | 2016      | Emine          |                                                                     |                   |
| Gönül İşleri                        | 2014      | Alev           |                                                                     |                   |
| Sevdaluk                            | 2013      | Fatma Gedik    |                                                                     |                   |
| Muhteşem Yüzyıl Szulejmán           | 2011–2013 | Gülşah Hatun   | Yagmur Taylan, Durul Taylan, Yağiz Alp Akaydin, Mert Baykal sorozat | Törtei Tünde      |
| Yer Gök Aşk                         | 2010      |                | Atıl İnaç, Kemal Uzun, Ulaş İnaç sorozat                            |                   |
| Yüreğine Sor                        | 2009      | Feriye         | Yusuf Kurçenli mozifilm                                             |                   |
| Ayrılık (2)                         | 2009      | Mina           | Onur Tan sorozat                                                    |                   |
| Sınıf                               | 2008      |                | Metin Balekoğlu sorozat                                             |                   |
| Derdest                             | 2008      | Aysun Tezcan   | Onur Tan, Kerem Çakıroğlu sorozat                                   |                   |
| Senden Başka (2)                    | 2007      | Emel           | Metin Balekoğlu, Jale İncekol sorozat                               |                   |
| Fırtına                             | 2006      | Tamara         | Metin Balekoğlu sorozat                                             |                   |
| Beşinci Boyut                       | 2005      |                | Nazif Tunç, Hasan Kıraç sorozat                                     |                   |
| Sırlar Dünyası                      | 2004      |                |                                                                     |                   |

## Fordítás
- Ez a szócikk részben vagy egészben  a   Nihan Büyükağaç című török Wikipédia-szócikk fordításán alapul.  Az eredeti cikk szerkesztőit annak laptörténete sorolja fel. Ez a jelzés csupán a megfogalmazás eredetét és a szerzői jogokat jelzi, nem szolgál a cikkben szereplő információk forrásmegjelöléseként.